# Glyptonotus acutus
Glyptonotus acutus är en kräftdjursart som beskrevs av Richardson 1906. Glyptonotus acutus ingår i släktet Glyptonotus och familjen Chaetiliidae. Inga underarter finns listade i Catalogue of Life.